# Nexus 6P
Nexus 6P — Android-смартфон, розроблений та продавався компанією Google і вироблявся Huawei. Він став наступником Nexus 6 як флагманський пристрій Nexus — лінійки Android-пристроїв від Google. Офіційно представлений 29 вересня 2015 року разом із Nexus 5X на прес-заході Google Nexus 2015, що відбувся в Сан-Франциско він став доступний для попереднього замовлення того ж дня в США, Великій Британії, Ірландії та Японії.
Значні зміни щодо попередніх пристроїв Nexus включають повністю алюмінієвий корпус, тонший і легший, ніж Nexus 6, задній сканер відбитків пальців під назвою Nexus Imprint, швидший восьмиядерна система на чіпі (SoC) Snapdragon 810 v2.1, дисплей AMOLED, кращі камери, розширене підключення LTE, оборотний док-роз'єм USB-C та зняття бездротової зарядки. Nexus 6P також був першим пристроєм Nexus, який доступний із 128 ГБ внутрішньої пам’яті, а також перший пристрій Nexus, який пропонується у золотому кольорі.
Nexus 6P служить запусковим пристроєм для Android 6.0 Marshmallow, який представляє оновлений інтерфейс, покращення продуктивності та часу автономної роботи, інтеграцію Google Now on Tap, чітку модель дозволів, розблокування відбитком пальців та інші нові функції. 4 жовтня 2016 року компанія Google представила наступника — Google Pixel.
За даними Google, "P" у 6P означає «преміум».
Критика була спрямована на усунення як оптичної стабілізації зображення, так і водостійкості, а також бездротової зарядки.

## Історія
Nexus 6P є першим телефоном Nexus, який Google вироблявся спільно з китайською компанією Huawei. Зображення пристрою вперше потрапили у вересні 2015 року, демонструючи алюмінієву конструкцію з піднятою стійкою у верхній частині пристрою, що містить камеру.
Після офіційного представлення Nexus 6P 29 вересня 2015 року на прес-заході в Left Space Studios в Сан-Франциско під керівництвом Android Engineering Dave Burke він став доступним в комплектації 32 ГБ, починаючи з ціни 499 доларів.
Значні зусилля були спрямовані на вдосконалення дизайну Nexus 6P порівняно з попередником, причому Google здійснив значний вплив на дизайн. Інженери Google згадують, що було докладено зусиль для поліпшення ергономіки використання однією рукою телефону за рахунок зменшення екрану до 5,7 дюйма, а особливий удар на Nexus 6 був змінений на горизонтальну смугу, щоб уникнути потенціалу телефон крутиться, лежачи на рівній поверхні. Було відсунуто певні елементи дизайну, зокрема центрування реверсивного зарядного порту USB-C. Віце-президент із досліджень і розробок Huawei описав Nexus 6P як проєкт мрії, незважаючи на складні завдання, включаючи короткий цикл розробки, технологічні складності у введенні телефону з діапазонами LTE для орієнтації на світовий ринок та труднощі з дизайном повністю алюмінієвого телефону.
У жовтні 2016 року Google видалив Nexus 6P з Інтернет- магазину Google Store. Отже, Google оновив свої сторінки підтримки зазначивши, що:
- Оновлення версій Android для Nexus 6P не гарантуються після вересня 2017 року.
- Оновлення системи безпеки для Nexus 6P не гарантуються після листопада 2018 року.

У квітні 2019 року Google і Huawei домовились компенсувати власникам несправного пристрою суму до 400 доларів. Це пов'язано з позовом власників 6P через проблему завантаження, яка призвела до випадкового вимкнення пристроїв.

## Технічні характеристики

### Апаратне забезпечення
Nexus 6P оснащений восьмиядерним процесором Snapdragon 810 v2.1 на чіпі (SoC) з чотирма ядрами ARM Cortex-A57 на 1,95 ГГц і чотири ядра ARM Cortex-A53 на частоті 1,55 ГГц у архітектурі big. LITTLE. SoC включає графічний процесор Adreno 430, що підтримує OpenGL ES 3.1.
Nexus 6P має 3 ГБ оперативної пам'яті типу LPDDR4, яка має нижче енергоспоживання порівняно з LPDDR3, що використовується в Nexus 6. Доступні розміри сховища включають 32, 64 або 128 ГБ внутрішньої пам’яті. Використовуваний накопичувач — багаторівнева флеш-пам’ять NAND eMMC 5.0, виготовлена компанією Samsung, виготовлена в 10 нм.
Як і попередній Nexus 6, Nexus 6P також використовує AMOLED-дисплей виробництва Samsung. Екран має роздільну здатність Wide Quad HD (2560 × 1440) на рівні 518 ppi. Він має зменшений розмір екрану 5,7 дюйма (140 мм) що сприяє покращенню доступності. Використовуваний екран AMOLED того ж покоління, але нижчий, ніж у Samsung Galaxy Note 5, останній був доступний на момент випуску. Тести, проведені AnandTech, вказують, що це призводить до ефективності використання екрану, яка є середньою між ефективністю в Note 5 та Note 4. Було виявлено, що телефон містить режим sRGB у "Параметрах розробника", що підвищує точність кольорів за рахунок зниження насиченості.
Акумулятор має об'єм 3450 мАг та використовує роз'єм USB-C для зарядки.
Nexus 6P був доступний у чотирьох різних кольорах: Aluminium, Graphite, Frost чи Gold.

### Програмне забезпечення
Телефон надійшов під управлінням Android 6.0 Marshmallow. Порівняно зі своїм попередником Android 5.x Lollipop, найбільш суттєві зміни включають нову архітектуру дозволів, яка дозволяє чітко контролювати дозволи додатків замість групового надання дозволів під час встановлення програми та Google Now on Tap, можливість виконувати Google пошук на основі інформації, що відображається в даний час, утримуючи кнопку додому.
Через популярність автентифікації на основі відбитків пальців, тепер існує підтримка офіційного API відбитків пальців, який дозволяє користувачам розблоковувати свої телефони та здійснювати покупки додатків у Google Play. Android 6.0 Marshmallow також дозволяє власникам вебсайтів встановити бажаний додаток для відкриття своїх посилань, а також дозволяє користувачам більше контролювати цю поведінку. Спільний доступ було вдосконалено завдяки функції, яка називається «Прямий обмін», яка дозволяє надсилати інформацію безпосередньо контакту, а не першій сторонній програмі. На екрані також були спрощені регулятори гучності, завдяки більш широкому контролю, що виставляється за допомогою дотику. Виділення тексту було перероблено, щоб показати плаваючу панель інструментів поруч із виділеним текстом, замінивши панель дій, яка існувала у верхній частині екрана в попередніх версіях Android.
Android 6.0 Marshmallow включає функцію підвищення часу автономної роботи, яка називається «Doze Mode (режим дрімння)», що призупиняє доступ до мережі, відключає синхронізацію та заплановані завдання для призупинених програм у періоди, коли телефон неактивний.
У грудні 2015 року Google випустив Android 6.0.1 Marshmallow для Nexus 6P та серед інших пристроїв.
Google випустила Android 7.0 Nougat для Nexus 6P, а також деяких інших пристроїв 22 серпня 2016 р.
Google випустила Android 7.1.1 Nougat для Nexus 6P (серед інших пристроїв також) у грудні 2016 року. Серед інших змін це оновлення внесло деякі функції Nexus 6P, які раніше були ексклюзивними для телефонів Pixel та Pixel XL.
Google випустив Android 8.0 Oreo для Nexus 6P та серед інших пристроїв, у серпні 2017 року. Android 8.1 Oreo був випущений для Nexus 6P, а також для деяких інших пристроїв, 5 грудня 2017 року. Подальших оновлень для Nexus 6P не буде.

### Датчики
Nexus 6P має основну камеру Sony Exmor IMX377 з діафрагмою f/2.0, який може робити 12,3-мегапіксельні (4032 × 3024) фотографії. Його великий розмір пікселів 1,55 мкм допомагає фотографуванню в умовах недостатнього освітлення. Він здатний записувати відео з роздільною здатністю 4K, а також уповільнене захоплення відео 720p із 240 кадрів в секунду. Фронтальна камера має 8,08-мегапіксельний датчик з об'єктивом Sony Exmor IMX179 та діафрагмою f/2,4. IMX179 раніше використовувався в задній камері Nexus 5.
На задній панелі телефону під камерою встановлений круглий датчик розпізнавання відбитків пальців Nexus Imprint. Він базується на датчику низької потужності FPC1025 розробленому компанією Fingerprint Cards AB, який може зчитувати сухі або мокрі відбитки пальців на 360° з роздільною здатністю 508 точок на дюйм.
На передній панелі пристрою присутній цифровий датчик навколишнього світла та наближення TMD27723 від ams AG. Всередині є інерційний блок вимірювання Bosch Sensortec BMI160 з акселерометром та гіроскопом, геомагнітний датчик Bosch BMM150 та датчик барометричного тиску Bosch BMP280.
З метою економії енергії Google представив так званий «Android Sensor Hub». Це вторинний процесор малої потужності, метою якого є відстеження руху пристрою, безпосередньо підключаючись до акселерометра, гіроскопа, зчитувача відбитків пальців та датчиків камери. Цей чип використовує вдосконалені алгоритми розпізнавання активності, що дозволяє йому інтерпретувати дії та жести незалежно від основного процесора. Основний процесор повинен бути задіяний лише тоді, коли відбувається щось, що вимагає більшої уваги. Концентратор датчиків розпізнає, коли пристрій було піднято, і автоматично відображатиме сповіщення в біло-чорному тексті з низьким рівнем енергії, поки екран не буде належним чином активований. Крім того, стек датчик концентратор також підтримує датчик апаратного сортування, функцію введена в KitKat, яка дозволяє датчики в протягом короткого періоду часу до затримки передачі від некротичних даних для операційної системи — на відміну від відправки постійного потоку даних до ЦПУ, що призводить до використання більшої потужності. Сортування датчиків використовувалося в лічильниках кроків, і тому не вимагає, щоб основний процесор постійно залишався активним, оскільки кожен крок вимірюється.

### Дизайн

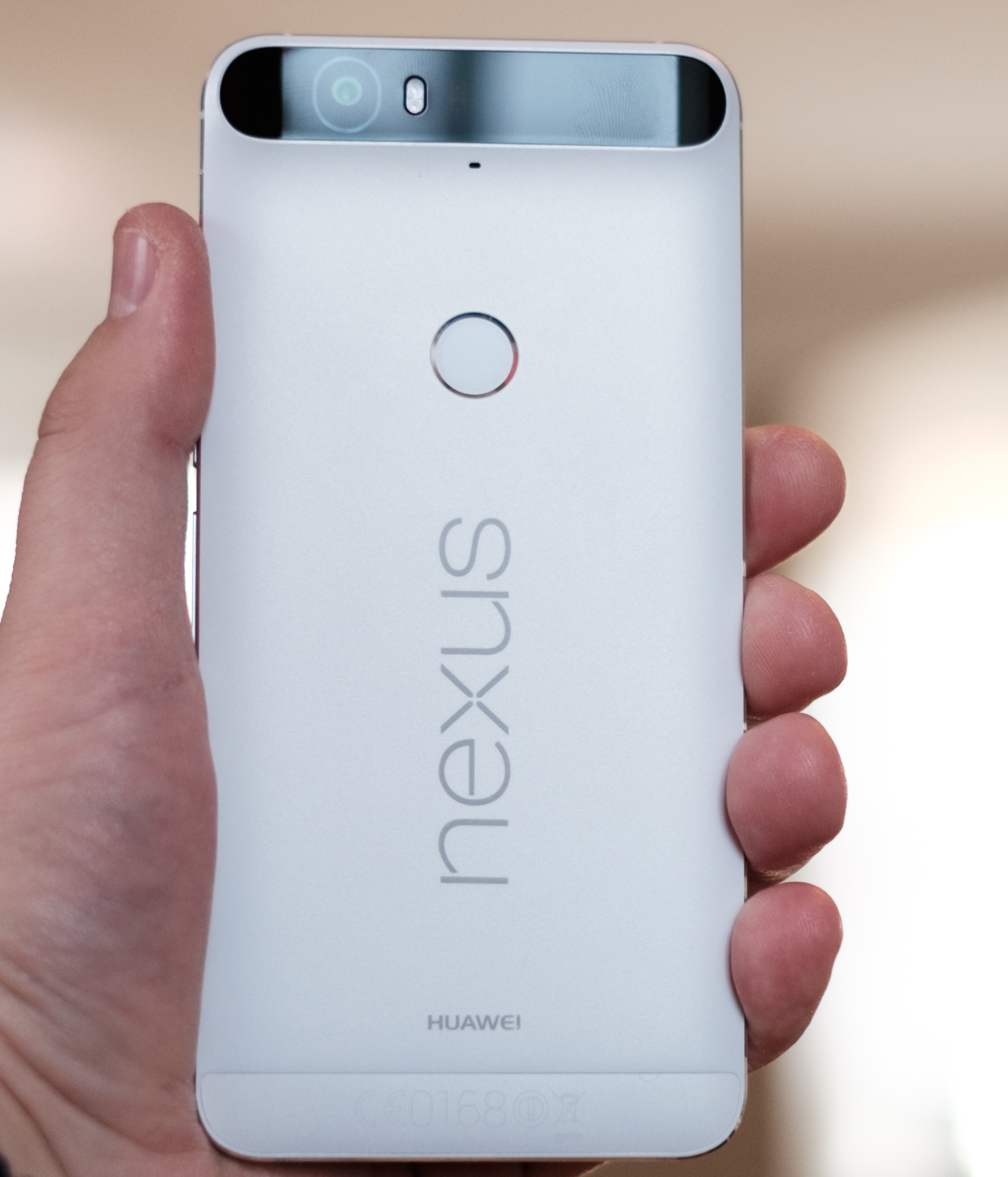
Вид ззаду, показує "козирок" і датчик відбитків пальців

Телефон є першим у лінійці Nexus із цільнометалевим корпусом (все ще містить деякі пластикові деталі). Вибір кольорів включає алюміній, графіт, мороз та золото (доступні в Японії, Індії та США ).
Розміри Nexus 6P — 159.3 мм × 77,8 мм × 7.3 мм (6,27 in × 3.06 in × 0,29 in). У порівнянні з Nexus 6, який становить 159.3 мм × 82,9 мм × 10.1 мм (6,27 in × 3.26 in × 0,40 in), Nexus 6P і тонший, і менш широкий, ніж Nexus 6. З масою 178 г, Nexus 6P також на 6 грамів легший, ніж Nexus 6.
Екран захищений панеллю з скла Gorilla Glass 4, а задня частина та боки виконані з анодованого алюмінію авіаційного класу. Задня панель охоплює ширину телефону, в якому розміщений датчик камери, світлодіодний спалах, лазерне автофокусування, котушка NFC, GPS, Bluetooth, Wi-Fi та стільникові антени. Цю випираючу частину прозвали «козирком».

### Сумісність з мережами
| Модель | Ідентифікатор FCC | Перевізники / Регіони | Діапазони GSM | Діапазони CDMA | Діапазони UMTS (3G) | TD-SCDMA | Діапазони LTE                           | Діапазони CA DL |
| ------ | ----------------- | --------------------- | ------------- | -------------- | ------------------- | -------- | --------------------------------------- | --- |
| H1511  | QISH1511          | Північна Америка      | Квад          | 0/1/10         | 1/2/4/5/8           | Н/Д      | 2/3/4/5/7/12/13/17/25/26/29/30/41       | B2-B2, B2-B4, B2-B5, B2-B12, B2-B13, B2-B17, B2-B29, B4-B4, B4-B5, B4-B12, B4-B13, B4-B17, B4- В29, В41-В41                        |
| H1512  | QISH1512          | Решта світу           | Квад          | 0/1            | 1/2/4/5/6/8/9/19    | 34/39    | 1/2/3/4/5/7/8/9/17/19/20/28/38/39/40/41 | B1-B5, B1-B8, B1-B19, B3-B3, B3-B5, B3-B7, B3-B8, B3-B19, B3-B20, B3-B28, B5-B7, B7-B7, B7- B20, B7-B28, B39-B39, B40-B40, B41-B41 |

## Прийом
Nexus 6P отримав загалом позитивні відгуки. Ars Technica назвав Nexus 5X і Nexus 6P "справжніми флагманами екосистеми Android" і відзначив «мало хто без компромісів»; з додатковою похвалою за 6P за те, що він лише трохи дорожчий за 5X, маючи при цьому більш преміальний металевий корпус і вищі характеристики. The Verge вважає Nexus 6P «найкращим» телефоном на Android з «прекрасним обладнанням і камерою, яка, нарешті, може скласти конкуренцію». Anandtech високо оцінив камеру як «висококласного виконавця», але критикував ціну за межами Північної Америки та Європи. Wired назвав Nexus 6P «найкращим обладнанням, яке може створити Google (та його партнером Huawei), і найкращим програмним забезпеченням, все в одному гладкому пакеті», аплодували «смішно швидкому» розпізнаванню відбитків пальців, «надшвидкій зарядці» і назвав це «найкращою камерою смартфона».
iFixit дав телефону оцінку 2 із 10 з точки зору ремонту, похваливши міцну конструкцію, яка покращила довговічність, але зазначає, що відкрити пристрій «дуже складно», не пошкодивши скляну кришку камери через конструкцію корпусу, труднощі із заміною екрану та клею, що утримують задні панелі кришки та акумулятор на місці.

## Проблеми
Існують анекдотичні твердження про тріщини задньої скляної кришки козирка. Причиною цієї проблеми є підозра на відсутність компенсаційних швів, що робить скло сприйнятливим до температурного удару при різкій зміні температури, як-от потрапляння з холодої вулиці в тепле приміщення. Ця проблема може торкнутися лише певної партії мобільних телефонів і, отже, лише частину споживачів.
Незабаром після запуску пристрою повідомлялося, що рама пристрою сприйнятлива до вигину під тиском. Хоча згинання під тиском не є унікальним для Nexus 6P, повідомлялося, що його було простіше зігнути, ніж iPhone 6 Plus.
Деякі користувачі повідомляли про проблеми з Bluetooth, що проявлялися як заїкання музики під час відтворення на Bluetooth колонках. Google заявив, що вже працює над вирішенням проблеми.
Повідомлялося про проблеми з мікрофоном, які призводять до слабкої та плямистої якості голосу. Google розслідує проблему, і підозрюється, що проблема частково спричинена шумозаглушенням.
Після запуску в Австралії про проблеми з підключенням повідомляли користувачі мережі Telstra 4GX (LTE Band 28). Проблеми включали випадкові відмови від мережі 4G/4GX, наприклад, при переході з Wi-Fi на 4G/4GX.
Телефон іноді перемикається в альбомний орієнтацію без чітких причин, і він не повертається до портретного.
При отриманні дзвінка в тристоронній розмові користувач не може надсилати повідомлення.
Початкове поширення оновлення програмного забезпечення Android 7.0 Nougat у вересні 2016 року було тимчасово припинено після повідомлень про розряд батареї серед ранніх оновлювачів. Проблему було виправлено, і випуск продовжився.

### Колективний позов
Була відома проблема, коли акумулятор раптово розряджався до нуля. Крім того, певні набори потрапляють у завантажувальну петлю, що робить їх марними. Після колективного позову в США, Huawei погодилася відшкодувати власникам до 400 доларів за випуски. Подібний колективний позов було схвалено в провінції Квебек, Канада, 23 березня 2018 року.

## Примтіки
1. 1 2  Davenport, Corbin (5 жовтня 2016). Nexus 5X and 6P removed from Google Store, NVIDIA Shield and VR headsets gone too. androidpolice.com. AndroidPolice. Архів оригіналу за 25 березня 2017. Процитовано 23 березня 2017.
2. ↑  Google Nexus 6P battery life test score: average in active use. Phone Arena. Архів оригіналу за 8 листопада 2020. Процитовано 28 листопада 2020.
3. ↑  Google Store Nexus 6P. October 2015. Архів оригіналу за 25 лютого 2016. Процитовано 28 листопада 2020.
4. ↑  Google Nexus 6P. Архів оригіналу за 25 лютого 2016. Процитовано 28 листопада 2020.
5. ↑  Yalburgi, Vinod (23 вересня 2015). Rumoured LG Nexus 5X and Huawei Nexus 6P: Leaked images of retail boxes surface. IBTimes. Архів оригіналу за 26 жовтня 2016. Процитовано 26 жовтня 2016.
6. 1 2  Farooqui, Adnan. Google Confirms September 29th Event For New Nexus Handsets. ubergizmo. Архів оригіналу за 11 травня 2017. Процитовано 21 грудня 2015.
7. ↑  Pocket-lint (1 жовтня 2015). Google team behind Nexus 5X and Nexus 6P reveals what 'X' and 'P' mean. Pocket-lint (англ.). Архів оригіналу за 8 липня 2019. Процитовано 8 липня 2019.
8. ↑  Huawei Nexus 6P review: Stepping it up. GSMArena.com (амер.). 21 грудня 2015. Архів оригіналу за 18 жовтня 2020. Процитовано 17 жовтня 2020.
9. ↑  Crider, Michael (23 вересня 2015). [Exclusive] Leaked Images Of The New Nexus Phone Retail Boxes Confirm 'Nexus 5X' And 'Nexus 6P' Model Names. Android Police. Illogical Robot. Архів оригіналу за 25 квітня 2017. Процитовано 21 грудня 2015.
10. ↑  Google Nexus event: live updates and news from the Nexus 5X and 6P announcement. The Verge. Vox Media. 29 вересня 2015. Архів оригіналу за 6 серпня 2020. Процитовано 21 грудня 2015.
11. 1 2  sylocheed. Everything I learned about Nexus at the NYC Nexus Open Studio Event • /r/Android. reddit. Reddit. Архів оригіналу за 13 квітня 2019. Процитовано 21 грудня 2015.
12. ↑  Nickinson, Phil. Huawei exec Nexus 6P 'a dream,' but also a challenging one - Huawei Official Site. consumer.huawei.com. Androidcentral. Архів оригіналу за 20 червня 2018. Процитовано 21 грудня 2015. [Архівовано 2018-06-20 у Wayback Machine.]
13. ↑  Check & update your Android version. google.com. Архів оригіналу за 4 квітня 2020. Процитовано 11 червня 2017.
14. ↑  Garun, Natt (11 квітня 2019). Google and Huawei agree to pay owners of faulty Nexus 6P devices up to $400. The Verge. Архів оригіналу за 11 квітня 2019. Процитовано 11 квітня 2019.
15. ↑  Google's next Nexus flagship is the 5.7-inch, Huawei-built 6P. Engadget. Архів оригіналу за 4 серпня 2017. Процитовано 29 вересня 2015.
16. 1 2  Nexus 6P Teardown. iFixit. iFixit. 29 жовтня 2015. Архів оригіналу за 10 червня 2017. Процитовано 21 грудня 2015.
17. ↑  PRODUCT SELECTION GUIDE (PDF). Samsung. Samsung. Архів оригіналу (PDF) за 22 грудня 2015. Процитовано 21 грудня 2015.
18. 1 2  Pierce, David (22 жовтня 2015). Review: Google Nexus 6P. WIRED. Архів оригіналу за 16 березня 2017. Процитовано 22 грудня 2015.
19. ↑  Frumusanu, Andrei. The Google Nexus 6P Review. www.anandtech.com. Архів оригіналу за 21 грудня 2015. Процитовано 22 грудня 2015.
20. ↑  Google Nexus 6P with 5.7-inch display announced starting at $499. The Verge. 29 вересня 2015. Архів оригіналу за 30 вересня 2015. Процитовано 29 вересня 2015.
21. ↑  Lardinois, Frederic. Google and Huawei Bring Gold-Colored Nexus 6P To US. TechCrunch. Oath Tech Network. Архів оригіналу за 17 березня 2018. Процитовано 18 березня 2018.
22. ↑  P., Daniel. What are your favorite Nexus 5X and 6P chassis colors?. Phone Arena. phoneArena.com. Архів оригіналу за 19 березня 2018. Процитовано 18 березня 2018.
23. ↑  Sivanandan, Anvinraj (8 грудня 2015). Android 6.0.1 Marshmallow With New Emoji Available For Nexus 6P, Nexus 5X, Nexus 6, Nexus 5, Nexus 9, Nexus 7 (2013). International Business Times. IBT Media Inc. Архів оригіналу за 26 лютого 2017. Процитовано 28 листопада 2020.
24. ↑  Nexus 6P: How to Sideload Android 6.0.1 Marshmallow OTA Update. Android Explained. 14 грудня 2015. Архів оригіналу за 8 серпня 2020. Процитовано 28 листопада 2020.
25. ↑  Whitwam, Ryan (23 серпня 2016). Android 7.0 Nougat is rolling out to Nexus devices starting today. Android Police. Illogical Robot LLC. Архів оригіналу за 23 серпня 2016. Процитовано 28 листопада 2020.
26. ↑  Haselton, Todd (5 грудня 2016). Android 7.1.1 for Pixel and Nexus out now, adds new features. TechnoBuffalo. TechnoBuffalo LLC. Архів оригіналу за 10 жовтня 2017. Процитовано 21 червня 2017.
27. ↑  Li, Abner (5 грудня 2016). Android 7.1.1 rolling out to Nexus, Pixel devices w/ new Moves and December security patch. 9to5Google. Архів оригіналу за 8 листопада 2020. Процитовано 21 червня 2017.
28. ↑  Amadeo, Ron. Android 7.1.1 in pictures: Nexus versus Pixel. Ars Technica. Архів оригіналу за 12 квітня 2020. Процитовано 21 червня 2017.
29. ↑  Whitwam, Ryan (22 серпня 2017). Android 8.0 Oreo system images are live for the Pixel, Pixel XL, Nexus 5X, Nexus 6P, Pixel C, and Nexus Player. Android Police. Illogical Robot LLC. Архів оригіналу за 12 листопада 2020. Процитовано 3 вересня 2017.
30. ↑  Hager, Ryne (6 грудня 2017). Android 8.1 OTA files and factory images are now live. Android Police. Illogical Robot LLC. Архів оригіналу за 14 січня 2018. Процитовано 13 січня 2018.
31. ↑  Google ends major OS support for Nexus phones and Pixel tablet. 2018. Архів оригіналу за 9 листопада 2020. Процитовано 28 листопада 2020.
32. ↑  Nexus 5X and 6P have a unique 12.3 MP camera and 1.55 micron pixels, here are some samples. Phone Arena. Архів оригіналу за 8 липня 2016. Процитовано 29 вересня 2015.
33. ↑  The Google Nexus 6P Review. www.anandtech.com. Архів оригіналу за 7 січня 2016. Процитовано 9 січня 2016.
34. ↑  Fingerprints-FPC's OneTouch® FPC1025 fingerprint sensor in Google's Nexus 5X and Nexus 6P smartphones. www.fingerprints.com. Fingerprint Cards AB. Архів оригіналу за 22 грудня 2015. Процитовано 22 грудня 2015.
35. ↑  FPC1025 Touch Fingerprint Sensor (PDF). Fingerprints. Fingerprint Cards AB. Архів оригіналу (PDF) за 22 грудня 2015. Процитовано 22 грудня 2015. [Архівовано 2015-12-22 у Wayback Machine.]
36. ↑  Huawei Nexus 6P. CPU-Z Validator. Samuel D. & Franck D. Архів оригіналу за 4 квітня 2016. Процитовано 24 березня 2016.
37. ↑  Google's Android Sensor Hub knows how your Nexus is moving. Engadget. Архів оригіналу за 30 вересня 2015. Процитовано 29 вересня 2015.
38. ↑  The New Android Sensor Hub Will Significantly Improve Idle Battery Life While Doing More With Sensor Data. Android Police. Архів оригіналу за 11 червня 2017. Процитовано 29 вересня 2015.
39. ↑  All-metal Nexus 6P flagship phone showcases Android 6.0 Marshmallow on huge 5.7-inch screen, CNet, 29 вересня 2015, архів оригіналу за 24 червня 2018, процитовано 28 листопада 2020
40. ↑  Nexus 5X VS Nexus 6P: All The Differences To Help You Decide Which One To Pick, AndroidPolice, 29 вересня 2015, архів оригіналу за 18 червня 2017, процитовано 28 листопада 2020
41. ↑  The Special Edition Gold Nexus 6P Is Confirmed To Be A Japan Exclusive. Android Police. 30 вересня 2015. Архів оригіналу за 4 жовтня 2015. Процитовано 4 жовтня 2015.
42. ↑  Special Gold edition available in India. Times of India. 19 грудня 2015. Архів оригіналу за 26 липня 2020. Процитовано 28 листопада 2020.
43. ↑  Lardinois, Frederic. Google And Huawei Bring Gold-Colored Nexus 6P To US. techcrunch.com. Архів оригіналу за 25 вересня 2016. Процитовано 7 жовтня 2016.
44. ↑  Nexus 6P. GetHuawei.com. Huawei. Архів оригіналу за 1 жовтня 2015. Процитовано 22 грудня 2015. [Архівовано 2015-10-01 у Wayback Machine.]
45. ↑  Ruddock, David (30 вересня 2015). The Nexus 6P's Big Black Glass Bar Is A Window For NFC And Various Antennas. Android Police. Архів оригіналу за 23 грудня 2015. Процитовано 22 грудня 2015.
46. ↑  Hi, I'm Hiroshi Lockheimer, here at Google with the team that build Nexus 5X & 6P...Ask Us Anything! • /r/IAmA. reddit. Процитовано 22 грудня 2015.
47. ↑  PDAdb.net. Huawei Nexus 6P A1 TD-LTE 64GB H1511 (Huawei Angler) Specs - Technical Datasheet - PDAdb.net. pdadb.net. Процитовано 7 жовтня 2016.
48. ↑  Google Nexus 6P full specs. phonearena.com. Архів оригіналу за 6 жовтня 2016. Процитовано 7 жовтня 2016. [Архівовано 2016-10-06 у Wayback Machine.]
49. ↑  PDAdb.net. Huawei Nexus 6P A2 TD-LTE 32GB H1512 (Huawei Angler) Specs - Technical Datasheet - PDAdb.net. pdadb.net. Процитовано 7 жовтня 2016.
50. ↑  Technology, FCC Office of Engineering and. OET List Exhibits Report. apps.fcc.gov. Архів оригіналу за 11 жовтня 2016. Процитовано 9 жовтня 2016.
51. ↑  Amadeo, Ron (19 жовтня 2015). Nexus 5X and Nexus 6P review: The true flagships of the Android ecosystem. Ars Technica. Архів оригіналу за 23 грудня 2015. Процитовано 22 грудня 2015.
52. ↑  Bohn, Dieter (20 жовтня 2015). Nexus 6P review: the best Android phone. The Verge. Архів оригіналу за 22 грудня 2015. Процитовано 22 грудня 2015.
53. ↑  Frumusanu, Andrei. The Google Nexus 6P Review. www.anandtech.com. Архів оригіналу за 21 грудня 2015. Процитовано 22 грудня 2015.
54. ↑  Nexus 6P has a serious glass cracking problem - Mobile - Geek.com. @geekdotcom. 9 листопада 2015. Архів оригіналу за 27 травня 2017. Процитовано 28 листопада 2020. [Архівовано 2017-05-27 у Wayback Machine.]
55. ↑  Chris Smith (9 листопада 2015). Nexus 6P camera glass breaks accidentally, reports say - BGR. BGR. Архів оригіналу за 12 листопада 2015. Процитовано 28 листопада 2020.
56. ↑  Some Nexus 6P Owners Are Reporting Spontaneously Broken Rear Glass Panels. Android Police. 8 листопада 2015. Архів оригіналу за 11 листопада 2020. Процитовано 28 листопада 2020.
57. ↑  Nexus 6P camera glass may spontaneously crack. Android Authority. Архів оригіналу за 4 серпня 2020. Процитовано 28 листопада 2020.
58. ↑  Google's Nexus 6P way easier to bend than iPhone 6 - Tech Insider. Tech Insider. 4 листопада 2015. Архів оригіналу за 14 серпня 2016. Процитовано 28 листопада 2020.
59. ↑  Chris Smith (4 листопада 2015). Does the Nexus 6P bend? Design issues explained - BGR. BGR. Архів оригіналу за 5 грудня 2015. Процитовано 28 листопада 2020.
60. ↑  Nexus 6P Bendgate Not Over Yet: New Bend Test Shows Freshly Unboxed Nexus 6P Easily Breaks In Half. Tech Times. 4 листопада 2015. Архів оригіналу за 8 листопада 2020. Процитовано 28 листопада 2020.
61. ↑  Stephens, Joel. Nexus 6P Bluetooth Issues. Google Product Forums. Архів оригіналу за 3 грудня 2018. Процитовано 24 травня 2016.
62. ↑  Google Working On Fix For Nexus 6P Bluetooth Issues. Ausdroid. 17 листопада 2015. Архів оригіналу за 20 листопада 2015. Процитовано 28 листопада 2020. [Архівовано 2015-11-20 у Wayback Machine.]
63. ↑  Corbett, Jamie. Nexus 6P muffled voice, call quality poor. Google Product Forums. Архів оригіналу за 3 грудня 2018. Процитовано 24 травня 2016.
64. ↑  Many Nexus 6P Owners Are Reporting Microphone Problems, May Be Related To Noise Cancellation; Google Is Investigating. Android Police. 22 листопада 2015. Архів оригіналу за 27 листопада 2020. Процитовано 28 листопада 2020.
65. ↑  Google acknowledges Nexus 6P issues on Telstra; working with Huawei to resolve them. Ausdroid. 11 листопада 2015. Архів оригіналу за 8 грудня 2015. Процитовано 28 листопада 2020. [Архівовано 2015-12-08 у Wayback Machine.]
66. ↑  Nexus 6P issues on Telstra leave users in data limbo. Ausdroid. 3 листопада 2015. Архів оригіналу за 6 грудня 2015. Процитовано 28 листопада 2020. [Архівовано 2015-12-06 у Wayback Machine.]
67. 1 2  Times, Tech (25 січня 2016). Google Nexus 6P Complaints Get Louder As Problems Persist: Screen Detaching From Frame, Buggy Marshmallow Update And More. techtimes.com. Архів оригіналу за 14 жовтня 2016. Процитовано 7 жовтня 2016.
68. ↑  V., Cosmin (8 вересня 2016). Android 7.0 Nougat for Nexus 6P on hold after reports of battery draining too fast (UPDATE). PhoneArena. Архів оригіналу за 26 жовтня 2016. Процитовано 25 жовтня 2016.
69. ↑  Nexus 6P owners eligible for up to $400 from Huawei and Google [Updated]. Android Central. 11 червня 2019. Архів оригіналу за 11 січня 2020. Процитовано 11 січня 2020.